# Peter Pears
Pour les articles homonymes, voir Pears.
Répertoire
- Peter Grimes (1945)
- Billy Budd (1951)
- Le Tour d'écrou
- La Mort à Venise (1971)

Peter Neville Luard Pears est un chanteur classique britannique, né le 22 juin 1910 à Farnham (Surrey) et mort le 3 avril 1986 à Aldeburgh (Suffolk).
Probablement le ténor britannique du XXe siècle le plus célèbre (et le plus célébré) en raison de sa technique vocale et de l'agilité de sa voix, Peter Pears est avant tout connu pour avoir été, de leur rencontre en 1936 dans les BBC Singers à la mort du compositeur, le compagnon et l'inspirateur de Benjamin Britten, qui lui dédia tous les grands rôles de ténor de ses opéras (de Peter Grimes à Gustav von Aschenbach dans La Mort à Venise).
Avec Benjamin Britten et Eric Crozier, il fonde l'English Opera Group en 1947 puis le festival d'Aldeburgh en 1948, qu'il dirigera plusieurs années.
Il a été fait commandeur de l'Ordre de l'Empire britannique (CBE) en 1957 et anobli en 1978.

## Carrière
Pears créa la plupart des œuvres de Benjamin Britten, dont une majorité de ses opéras :
- The Company of Heaven (1937), musique d'accompagnement
- Les Illuminations (1941), cycle de mélodies d'après Rimbaud
- Seven Sonnets of Michelangelo (1942), cycle de mélodies
- The Holy Sonnets of John Donne (1945), cycle de mélodies
- Peter Grimes (1945) : rôle-titre
- Le Viol de Lucrèce (1946) : chœur masculin
- My Beloved is Mine (1947), cantique
- Albert Herring (1947) : rôle-titre
- Saint Nicolas (1947), cantate
- Spring Symphony (1949)
- Billy Budd (1951) : Le capitaine Vere
- Abraham and Isaac (1952), cantique
- Winter Words (1953), cycle de mélodies
- Night and Dawn (1954), cantique
- Le Tour d'écrou (1954) : Peter Quint
- Songs from the Chinese (1957), cycle de mélodies
- Nocturne (1958), sérénade pour ténor et orchestre à cordes
- Midsummer Night's Dream (1960) : Flute - co-librettiste avec Britten
- War Requiem (1962)
- Curlew River (1964), parabole biblique : A Madwoman
- The Burning Fiery Furnace (1966), parabole biblique : Nebuchadnezzar
- The Prodigal Son (1968), parabole biblique : The Tempter
- Owen Wingrave (1971) : sir Philip Wingrave
- The Journey of the Magi (1971), cantique
- La Mort à Venise (1973) : Gustav von Aschenbach
- The Death of St Narcissus (1974), cantique
- A Birthday Hansel (1975), cycle de mélodies
- Sacred and Profane (1975) - direction de l'œuvre

## Discographie
Britten le dirigea dans tous les enregistrements qu'il fit de ses propres œuvres, opéras comme cantates, ainsi que dans les Scènes du Faust de Goethe de Robert Schumann, de The Dream of Gerontius d'Edward Elgar et du Voyage d'hiver de Franz Schubert (tous ces enregistrements sont parus chez Decca). Peter Pears a également participé à l'un des enregistrements de référence de la Passion selon saint Matthieu de Jean-Sébastien Bach, dirigée par Otto Klemperer en 1962 (l'Évangéliste).

### Bases de données et dictionnaires
- Ressources relatives à la musique :   - AllMusic
  - Bayerisches Musiker-Lexikon Online
  - Discogs
  - Grove Music Online
  - MusicBrainz
  - Muziekweb
  - Songkick
- Ressources relatives au spectacle :   - Archives suisses des arts de la scène
  - Les Archives du spectacle
  - Kunstenpunt
- Ressources relatives aux beaux-arts :   - AGORHA
  - National Portrait Gallery
- Ressource relative à plusieurs domaines :   - Radio France
- Ressource relative à l'audiovisuel :   - IMDb
- Notices dans des dictionnaires ou encyclopédies généralistes :   - Britannica
  - Brockhaus
  - Den Store Danske Encyklopædi
  - Deutsche Biographie
  - Enciclopedia De Agostini
  - Gran Enciclopèdia Catalana
  - Hrvatska Enciklopedija
  - Internetowa encyklopedia PWN
  - Nationalencyklopedin
  - Munzinger
  - Oxford Dictionary of National Biography
  - Store norske leksikon
  - Treccani
  - Universalis
- Notices d'autorité :   - VIAF
  - ISNI
  - BnF (données)
  - IdRef
  - LCCN
  - GND
  - Italie
  - CiNii
  - Espagne
  - Belgique
  - Pays-Bas
  - Pologne
  - Israël
  - NUKAT
  - Suède
  - Australie
  - Tchéquie
  - Lettonie
  - WorldCat